# Ugo Amadoro
Ugo Amadoro (Luco dei Marsi, 5 febbraio 1908 – dopo il 1977) è stato un regista, sceneggiatore, fumettista ed effettista italiano.

## Biografia

### Cinema
Nel 1941 fu aiuto regista nel film Il bravo di Venezia e, nel 1943, assistente alla regia in I bambini ci guardano. Nel 1950 dirisse la sua prima pellicola, Piume al vento.
Negli anni sessanta si occupò di effetti speciali per film come Seddok, l'erede di Satana, Roma contro Roma e Maciste e la regina di Samar

### Fumettista e disegnatore
Negli anni trenta il personaggio di Pinocchio è una presenza sottile ma costante nel cinema italiano, oscillando tra la forma attoriale e quella del cartoon. Una versione animata da Ugo Amadoro con la tecnica delle silhouettes, per la Cines, fu annunciata sul numero 10 del 1930 della rivista Cinematografo. Di questo film non sarebbe rimasta traccia, anche se la lavorazione sarebbe attestata: nel testo non si nomina il burattino di Collodi in modo esplicito; il protagonista è, infatti, un "bizzarro fantoccio elastico, originalmente buffo", una descrizione che richiama l'immagine di Pinocchio.

## Filmografia parziale

### Regista
- Nemico pubblico numero 1 (disegni animati di regime per la campagna antitubercolare), con Luigi Pensuti (1938)
- Piume al vento (1941)

### Effetti speciali
- Seddok, l'erede di Satana, regia di Anton Giulio Majano (1960)
- Roma contro Roma, regia di Giuseppe Vari (1963)
- Maciste e la regina di Samar, regia di Giacomo Gentilomo (1964)